# Waheeda Rehman
Waheeda Rehman (Madrás, 3 de febrero de 1938) es una actriz india que actuó principalmente en películas de Bollywood. También participó en producciones cinematográficas en télugu, en tamil y en bengalí.

## Carrera

### Inicios
Su primera aparición en una película en hindi fue en CID (1956). Más tarde apareció en una serie de exitosas películas, incluyendo Pyaasa (1957), 12 en punto (1958), Kaagaz Ke Phool (1959), Sahib Bibi Aur Ghulam y Chaudhvin Ka Chand (1961). Sus otras obras notables incluyen Solva Saal (1958), Baat Ek Raat Ki (1962), Kohra (1964), Bees Sal Baad (1962), Guía (1965), Teesri Kasam, Mujhe Jeene Do (1966), Neel Kamal y Khamoshi. (1969).
Waheeda Rehman comenzó su carrera en el cine en 1954 y sus primeras películas exitosas fueron las películas en telugu Jayasimha (1955), Rojulu Marayi (1956) y la película en tamil Kaalam Maari Pochu (1955).
En la fiesta de celebración de la película Rojulu Maaraayi, Guru Dutt la conoció y decidió prepararla para actuar en películas en hindi. Waheeda consideraba a Guru Dutt como su mentor. Dutt la llevó a Bombay y la eligió como vampiresa en su producción CID (1956), dirigida por Raj Khosla. Unos años después de unirse a la industria del cine en Hindi, perdió a su madre. Después del éxito de CID, Dutt le dio un papel principal en Pyaasa (1957). Su siguiente aventura juntos, Kaagaz Ke Phool (1959), describió la historia del declive de un exitoso director después de enamorarse de su protagonista. El matrimonio existente de Dutt y sus éxitos cinematográficos con otros directores hicieron que ambos se distanciaran personal y profesionalmente, aunque siguieron trabajando juntos en la década de 1960 (Chaudhvin Ka Chand). Finalizó el filme Sahib Bibi Aur Ghulam (1962) bajo cierta tensión. Se separaron después de su recepción indiferente en el Festival de Cine de Berlín en 1963. Poco después, Guru Dutt murió el 10 de octubre de 1964 en Bombay al parecer por una sobredosis de pastillas para dormir y alcohol.

### Reconocimiento
Su carrera continuó durante las décadas de 1960, 1970 y 1980. Ganó el premio Filmfare a la mejor actriz por sus papeles en Guide (1965), donde alcanzó el clímax de su carrera, y Neel Kamal (1968), pero a pesar de sus excelentes y poco convencionales actuaciones en películas posteriores, incluida una actuación ganadora del Premio Nacional de Cine en Reshma Aur Shera (1971), algunas de esas producciones fracasaron en la taquilla. Más tarde actuó en Reshma Aur Shera junto a su antiguo compañero de reparto Sunil Dutt, con quien anteriormente había tenido éxitos en los años 1970 como Ek Phool Char Kaante, Mujhe Jeene Do, Meri Bhabhi y Darpan. Su actuación fue apreciada por los críticos, pero la película fracasó en la taquilla. Waheeda continuó experimentando con diferentes roles en sus interpretaciones y aceptó la oferta de encarnar a una madre en Jaya Bhaduri en Phagun (1973). Después de actuar en más de veinte producciones cinematográficas en los años 1980, Waheeda se retiró provisionalmente de la actuación en 1994. En el año 2002 reapareció en las pantallas interpretando a Saraswati Batra en la película Om Jai Jagadis en el debut del director Anupam Kher.

## Premios
- Filmfare a la mejor actriz por Guide en 1966[6]
- Filmfare a la mejor actriz por Neel Kamal en 1968[7]
- Filmfare a toda una carrera en el cine en 1994[8]
- Padma Bhushan en 2011[9]